# 倉持房子
倉持房子（くらもちふさこ，1955年5月14日—），日本漫畫家。

## 經歷
生於東京都澀谷區鉢山町。1971年進入豊島岡女子學園高等學校，同年以〈春のおとずれ〉獲得第49屆別マまんがスクール佳作，又以〈新聞部異状あり〉獲得第51屆別マまんがスクール佳作，三原順和其妹倉持知子本屆也同列佳作，1972年以〈メガネちゃんのひとりごと〉獲得別マまんがスクール金賞，於《別冊瑪格麗特》出道。
1974年進入武藏野美術大學造形學部，專攻日本畫，並加入漫畫研究會，1979年肄業。
1996年作品《天然コケッコー》榮獲第20屆講談社漫畫賞少女部門賞。
2017年作品《花に染む》榮獲第21屆手塚治虫文化賞漫畫大賞。